# Merida (personaggio)
Merida di DunBroch (in lingua gaelica scozzese Mèrida) è la protagonista del film Disney Ribelle - The Brave. È annoverata tra le Principesse Disney, precisamente all'undicesimo posto dell'elenco ufficiale, dopo Rapunzel e prima di Vaiana. 
È il primo personaggio immaginario della Pixar che diventa principessa e che non ha al fianco una figura maschile a cui è legata sentimentalmente. È anche l'unica, insieme ad Ariel, a non essere figlia unica.

## Biografia del personaggio
(Merida nel film Ribelle - The Brave)
Merida è una principessa scozzese, discendente del Clan di DunBroch, primogenita del re Fergus e della regina Elinor. Per il suo sesto compleanno, il padre Fergus le regala un arco. Mentre prova a colpire il bersaglio, la bambina scaglia una freccia nella foresta e quando corre a recuperarla incontra un fuoco fatuo, uno spirito magico che sembra guidi le persone al loro destino.
Quando la bambina fa ritorno richiamata dalla madre, la famiglia viene attaccata dall'orso Mo'rdu. Elinor e Merida sono costrette a fuggire e il padre Fergus affronta l'orso, perdendo però una gamba.
Passano alcuni anni e Merida diventa una bella ragazza, dal carattere solare, ribelle e testardo. Ama la vita all'aria aperta e non sopporta l'idea di comportarsi come una principessa. È inoltre divenuta un'arciera formidabile ed è diventata sorella di tre gemelli: Hamish, Hubert ed Harry. Una sera, la ragazza scopre che la madre ha invitato i tre Capi Clan a sua insaputa perché i loro figli possano competere per la mano della principessa. La ragazza è furiosa, ma la madre la costringe ugualmente a seguire le tradizioni. Il giorno dopo, Elinor afferma davanti ai Clan che il primogenito di ogni Clan dovrà competere per la mano della ragazza in una sfida scelta dalla principessa. Merida prende in segreto la decisione di partecipare per vincere la propria mano, scegliendo come disciplina il tiro con l'arco.
L'indomani, i tre giovani figli dei tre capi si sfidano nel tiro con l'arco: per un caso fortunato, vince il giovane Dingwall. Ma proprio in quel momento compare Merida che presentandosi come discendente del clan Dun Broch colpisce tutti i bersagli perfettamente. Quella sera madre e figlia litigano furiosamente. Merida arrabbiata, brandendo una spada afferma di non voler diventare come lei e che piuttosto morirebbe. Poi con un colpo taglia l'arazzo che ritraeva la famiglia, che la madre con tanta fatica aveva cucito. La donna arrabbiata, di risposta le butta l'arco nel camino. La ragazza disperata, fugge nella foresta e qui incontra una fila di fuochi fatui che la guida verso la casa di una strega, la quale finge di essere un'intagliatrice di legno. In cambio del suo ciondolo di famiglia, Merida chiede alla strega un incantesimo che possa cambiare sua madre. La strega le da un dolce magico promettendo che se sua madre lo avesse mangiato, sarebbe cambiata totalmente.
Merida torna al castello e offre alla madre il dolce che la trasforma in un'orsa, incapace di parlare. Grazie ai fratelli che provocano un diversivo per distrarre Re Fergus e i Clan, la principessa riesce a fuggire in compagnia di Elinor nella foresta. La principessa vuole infatti far tornare la madre come prima, tornando alla capanna della strega. Purtroppo scopre che è partita, ma trova un messaggio nel pentolone magico della strega: l'incantesimo diventerà infrangibile entro il sorgere del sole, il secondo giorno. L'unico modo per far tornare Elinor umana è seguire l'indovinello della strega: «Se il destino vuoi cambiare, dentro devi guardare e lo strappo dall'orgoglio causato riparare».
Merida desiderosa di altre informazioni butta a caso qualche fiala nel pentolone, facendo esplodere la capanna. Poco dopo scoppia un temporale e madre e figlia sono costrette a ripararsi costruendo un piccolo rifugio con i resti della capanna. Il giorno dopo le due passano del tempo nella foresta, pescando salmoni, e il loro rapporto sembra migliorare. Purtroppo l'incantesimo sta già facendo il suo effetto anche sulla personalità di Elinor, la quale aggredisce la figlia: fortunatamente riesce a fermarsi in tempo. Subito dopo appaiono dei fuochi fatui che le guidano verso una misteriosa grotta. Le due scoprono essere la tana di Mo'rdu che un tempo era un principe avido di potere, che decise di tenere il regno per sé facendolo precipitare in rovina. Il terribile orso le attacca e le due fuggite miracolosamente, scappano verso il castello.
La principessa aveva intuito che lo strappo da riparare fosse il taglio nell'arazzo e decide quindi di ripararlo per spezzare l'incantesimo. Mentre la madre cerca di salire verso la camera dove si trova l'arazzo, Merida riesce a rabbonire i Clan. Grazie ad Elinor nascosta che la aiuta a gesti, spiega loro che è giusto che i loro figli si sposino con coloro che desiderano. I clan finalmente riappacificati decidono di festeggiare, mentre la principessa riesce silenziosamente ad entrare nella camera dell'arazzo. Purtroppo Re Fergus decide di salire per parlare con Elinor. Trovando la camera distrutta e la veste strappata, l'uomo crede che la moglie sia stata uccisa da un orso. Accecato dall'ira rinchiude la figlia nella camera dell'arazzo, che invano cerca di spiegargli che l'orsa è in realtà sua moglie. Il re però non le dà ascolto e comincia a dare la caccia a Elinor, scappata nella foresta.
Intanto Merida disperata cerca di convincere Maudie la cuoca a cui era stata affidata la chiave, ad aprirle la porta. Proprio in quel momento compaiono tre orsetti che si rivelano essere i fratellini golosi di Merida, che dopo aver mangiato il dolce sono caduti anche loro vittima dell'incantesimo. Sotto ordine della sorella i tre gemelli recuperano la chiave e finalmente riescono a liberare Merida. Con l'arazzo aggiustato tra le braccia la ragazza scappa con i fratelli in groppa al suo cavallo Angus, per salvare la madre. La trovano poco dopo in una piccola pianura, completamente immobilizzata. Re Fergus è pronto a ucciderla. Merida impugna la sua spada e si mette tra Elinor e il padre, decisa a difenderla. Proprio in quel momento però arriva Mo'rdu che attacca tutti quanti sconfiggendoli e poi si appresta a sbranare Merida ma Elinor ingaggia una lotta con la fiera. La madre riesce ad ucciderlo dopo una difficile lotta e dal cadavere dell'orso sale un fuoco fatuo che con un cenno della testa ringrazia Elinor e Merida per averlo finalmente liberato.
Nonostante fosse giunta l’alba Merida tenta ostinatamente di salvare la madre, coprendola con l’arazzo riparato. Nell'apparente inefficacia del gesto presa dalla disperazione, Merida abbraccia sua madre e le chiede perdono per tutte le incomprensioni nate fra loro a causa del proprio comportamento irresponsabile e infantile, dice di volerle bene e che vorrebbe che tutto tornasse come prima. L’incantesimo della strega viene così spezzato il rapporto fra loro viene ricucito esattamente come l’arazzo, simbolo del rapporto fra le due. L'orsa e i cuccioli tornano umani e madre e figlia finalmente si riappacificano.

## Caratterizzazione

### Aspetto fisico
Merida è rappresentata come una ragazza snella e di media statura, con i capelli rossi ricci, occhi azzurri e le lentiggini, caratteristica del rutilismo. Solitamente la si vede indossare un vestito blu scuro con le maniche a palloncino sui gomiti, semplice e molto comodo, ideale per le sue escursioni nella foresta. Porta una faretra piena di frecce sul fianco e a volte indossa un lungo mantello dello stesso colore del vestito. Tra tutte le principesse Disney, Merida ha la stessa età di Ariel, Vaiana e Aurora.

### Carattere
Merida è una ragazza coraggiosa e ribelle; ha un animo selvaggio, ma ha anche un cuore d'oro. La si vede molto affezionata ai fratelli e al padre, ma ha un rapporto più difficile con la madre Elinor, soprattutto perché quest'ultima non ascolta le esigenze e i reali desideri della figlia. Alla fine però, tra le due si stringe un ottimo rapporto. È inoltre un'ottima arciera e le piace cavalcare Angus, il suo bellissimo stallone di razza Shire. È rappresentata come una ragazza che detesta le regole e che desidera vivere come piace a lei. La sua personalità è molto forte e decisa. Ama la natura e la libertà. Non ama lo studio ed è molto golosa.

## Accoglienza
Il personaggio di Merida è stato ben accolto dalla critica.  La decisione della Pixar di introdurre un'eroina protagonista è stata elogiata dal The Guardian. Empire l’ha definita "esuberante" ed "una ragazza moderna in un mondo antico". Merida è stata inclusa nella lista di CNN delle migliori eroine d’animazione. È stata descritta come "una femminista fiabesca", ed è stata lodata per non aver bisogno di essere salvata da un interesse amoroso maschile. È stata apprezzata, in particolare modo dalle femministe, proprio per quest’ultima caratteristica. Entertainment Weekly l’ha chiamata, "Una spettrale principessa scozzese con i capelli rossi e selvaggi, chiaramente una ragazza creata per intrattenere il pubblico di Twilight e di Hunger Games". I critici hanno notato come i capelli di Merida siano un simbolo del suo spirito selvaggio ed indipendente. Entertainment Weekly ha definito Merida anche come un’ "eroina testarda".
Time, tuttavia, ha criticato il film e Merida per non aver completamente abbracciato il concetto di empowerment femminile. L’autrice dell’articolo, Mary Pols, ha anche criticato duramente la Pixar per aver licenziato la Chapman, la loro prima regista donna, a metà della produzione e per aver reso Merida una principessa tradizionale.

### Controversie
Nel maggio 2013, la Disney ha divulgato una riprogettazione animata tradizionale di Merida, in preparazione alla sua incoronazione come undicesima principessa Disney. Essa presentava una vita più stretta, una scollatura più larga, occhi più grandi e un vestito scintillante. L’immagine ha suscitato indignazione da molti fan e genitori, che avevano reso Merida un modello di immagine corporea per le loro figlie. Gruppi femministi hanno criticato il restyling, definendo la nuova immagine di Merida "una versione eccessivamente sessualizzata". Anche i critici non hanno apprezzato il rifacimento, affermando che trasformava Merida in "soltanto un'altra principessa". La creatrice e co-regista Brenda Chapman ha criticato pesantemente il cambiamento, definendolo "atroce" e ha aggiunto che "Merida è stata creata per rompere questo modello di immagine". Una petizione su Change.org è stata creata per protestare contro la riprogettazione di Merida, ed ha ricevuto oltre 20.000 firme in sette giorni.
Poco dopo la comparsa della petizione, la Disney ha rimosso l'immagine ridisegnata dal loro sito ufficiale, a favore dell'aspetto cinematografico originale di Merida. La Disney in seguito ha chiarito la situazione, assicurando che Merida sarebbe rimasta con la sua forma originale e che il precedente redesign sarebbe stato usato solo in occasioni, presentazioni o prodotti raffiguranti le Principesse Disney insieme.

## Altri media
- Merida appare nella quinta stagione della serie tv C'era una volta interpretata dall'attrice Amy Manson e ridoppiata da Rossa Caputo. Tale cosa è già successa con i personaggi del film Frozen - Il regno di ghiaccio che i doppiatori italiani del film hanno ridoppiato gli stessi personaggi anch'essi apparsi in C'era una volta. Anche Trilli è ridoppiata da Joy Saltarelli come nei film d'animazione, inclusa Bo Peep da Toy Story, che ricopre un ruolo da antagonista, è ridoppiata da Cinzia De Carolis.
- Merida è la guest star del 5º episodio della terza stagione di Sofia la principessa, La biblioteca segreta.
- Merida è anche protagonista in Temple Run - Brave (uno Spin-off di Temple Run[21]), in Ribelle - The Brave: Il videogioco per PS3[22] ed è presente anche in Disney Infinity 2.0[23] e in Hidden Worlds[24] dove è doppiata da Ruth Connell.
- Nel sequel del film di Ralph Spaccatutto (2012), Ralph spacca Internet (2018), Vanellope incontra diverse principesse Disney all'interno del sito Oh My Disney, tra cui Merida. Qui Merida ha fatto amicizia con le altre principesse Disney. Merida essendo stata creata dalla Pixar parla in modo molto brusco come una vera guerriera e le altre principesse a volte non la capiscono visto che loro parlano sempre in modo educato e raffinato. Le principesse faranno amicizia con Vanellope facendole capire che deve cercare la sua felicità. Con le loro abilità salveranno Ralph mentre sta precipitando nel vuoto.